# Тургиновское сельское поселение
Турги́новское се́льское поселе́ние — упразднённое муниципальное образование в составе Калининского района Тверской области, существовавшее в 2005 — 2023 годах.
Административный центр — село Тургиново.

## Географические данные
- Общая площадь: 382,4 км²
- Нахождение: юго-восточная часть Калининского района
  - Граничит:
    - на севере — с Щербининским СП
    - на северо-востоке — с Конаковским районом, Городенское СП
    - на юго-востоке — с Конаковским районом, городское поселение посёлок Козлово и Козловское СП
    - на юге — с Московской областью, Лотошинский район
    - на западе — с Верхневолжским СП
    - на северо-западе — с Бурашевским СП

Основные реки: Шоша и её притоки Лама, Лобь, Инюха и её приток Скобра.

Главная автодорога «Тверь—Тургиново»

Более 40 % территории поселения занимает госкомплекс (заповедник) «Завидово».

## История
В XII—XIV вв. территория поселения входило во Владимиро-Суздальское, затем Тверское княжество.
В XV веке присоединена к Великому княжеству Московскому.
С образованием в 1796 году Тверской губернии большая часть территории поселения вошла в Тверской уезд, несколько деревень на юго-западе относились к Старицкому уезду. После ликвидации губерний в 1929 году территория поселения вошла в Тургиновский район Московской области. В 1935 году он вошел в состав Калининской области. В 1963 году Тургиновский район ликвидирован, с этого времени территория поселения входит в Калининский район..
Образовано в 2005 году, включило в себя территории Большегорского и Тургиновского сельских округов.
Законом Тверской области от 26.05.2023 № 25-ЗО муниципальное образование было упразднено с включением всех населённых пунктов в состав Калининского муниципального округа.

## Экономика
Основные сельхозпредприятия — ордена Ленина колхоз им. С. М. Кирова (Тургиново) и СПК «Берёзка» (Большие Горки, бывший совхоз «Россия»).

## Население
| 2010  | 2011  | 2012  | 2013  | 2014  | 2015  | 2016  |
| ----- | ----- | ----- | ----- | ----- | ----- | ----- |
| 1968  | ↘1961 | ↘1907 | ↘1888 | ↘1852 | ↘1844 | ↘1815 |
| 2017  | 2018  | 2019  | 2020  | 2021  |       |       |
| ↘1772 | ↘1759 | ↘1718 | ↘1700 | ↘1252 |       |       |

По переписи 2002 года — 2489 человек (2115 — Тургиновский сельский округ и 374 — Большегорский сельский округ), на 01.01.2008 — 2296 человек.

Национальный состав: русские.

## Населенные пункты
На территории поселения находятся следующие населённые пункты:
| №  | Тип нп | Название      | Население (2008 год) |
| -- | ------ | ------------- | -------------------- |
| 1  | село   | Тургиново     | 693                  |
| 2  | дер.   | Астафьево     | 8                    |
| 3  | дер.   | Балаково      | 5                    |
| 4  | дер.   | Брыково       | 264                  |
| 5  | дер.   | Волнино       | 12                   |
| 6  | дер.   | Головачево    | 10                   |
| 7  | дер.   | Заречье       | 70                   |
| 8  | дер.   | Зиновьево     | 0                    |
| 9  | дер.   | Калистово     | 15                   |
| 10 | дер.   | Костьково     | 13                   |
| 11 | дер.   | Красная Горка | 137                  |
| 12 | дер.   | Лапино        | 12                   |
| 13 | дер.   | Малиновка     | 0                    |
| 14 | дер.   | Медвежье      | 13                   |
| 15 | дер.   | Мелечкино     | 366                  |
| 16 | дер.   | Непеино       | 7                    |
| 17 | дер.   | Новинки       | 7                    |
| 18 | дер.   | Погорелово    | 41                   |
| 19 | дер.   | Поминово      | 20                   |
| 20 | дер.   | Рагозино      | 25                   |
| 21 | дер.   | Рязаново      | 50                   |
| 22 | дер.   | Садовая       | 107                  |
| 23 | дер.   | Селино        | 56                   |
| 24 | дер.   | Сергеево      | 6                    |
| 25 | дер.   | Солодилово    | 11                   |
| 26 | дер.   | Сухарево      | 50                   |
| 27 | дер.   | Титово        | 3                    |
| 28 | дер.   | Большие Горки | 219                  |
| 29 | дер.   | Афимьино      | 1                    |
| 30 | дер.   | Бреднево      | 6                    |
| 31 | дер.   | Дудино        | 9                    |
| 32 | дер.   | Зинцово       | 3                    |
| 33 | дер.   | Козлово       | 0                    |
| 34 | дер.   | Кошелево      | 0                    |
| 35 | дер.   | Малое Бесково | 0                    |
| 36 | дер.   | Пенчино       | 16                   |
| 37 | дер.   | Попцово       | 1                    |
| 38 | дер.   | Савино        | 8                    |
| 39 | дер.   | Ферязкино     | 32                   |

## Известные люди
- Василий Иванович Орлов (1901—1979), Герой Социалистического Труда (1969), председатель колхоза им. С. М. Кирова. Прообраз[16] героя фильма «Председатель» (родился в д. Ферязкино).
- Михаил Иванович Фролов (1915—1945) — советский офицер, участник Великой Отечественной войны, Герой Советского Союза (10 апреля 1945, посмертно). Родился в деревне Костьково.
- Родители Владимира Путина: отец, Владимир Спиридонович Путин, родом из деревни Поминово, мать Мария Ивановна Путина (в девичестве Шеломова) — из деревни Заречье.[17]